# Manilkara bequaertii
Manilkara bequaertii là một loài thực vật có hoa trong họ Hồng xiêm. Loài này được (De Wild.) H.J.Lam mô tả khoa học đầu tiên năm 1941.